# Зиядет-Аллах III
Абу Мудар Зиядет-Аллах ибн Абдаллах (араб. أبو مضر زيادة الله الثالث‎) — последний эмир Ифрикии из династии Аглабидов (903—909).
Пришел к власти после убийства своего отца Абдаллаха II в 903 году. Сразу после воцарения приказал убить всех своих братьев и дядей, чтобы устранить любых возможных соперников. Хотя это убийство обеспечило некоторое спокойствие для власти эмира в краткосрочной перспективе, династия Аглабидов потеряла последние остатки престижа в глазах народа.
Берберское племя Кутама под руководством исмаилитского проповедника Абу Абдуллы аль-Шии продолжало набирать силу и смогло захватить город Сетиф. После двух кампаний Аглабидов (905 и 906), закончившихся неудачей, берберы перешли в контрнаступление. После завоевания южной Ифрикии войска Аглабидов были разбиты при Аль-Арибусе 18 марта 909 года. Вся Ифрикия теперь перешла в руки берберов, а династия Аглабидов пресеклась.
Зиядет-Аллах III смог бежать на Ближний Восток, но не сумел получить помощь от Аббасидов, чтобы восстановить эмират. Он умер в 916 году в Палестине.